# Rysk stäppsköldpadda
Rysk stäppsköldpadda (Agrionemys horsfieldii) är en art av familjen landsköldpaddor. Flera andra namn förekommer, däribland horsfields sköldpadda och rysk landsköldpadda. Arten finns naturligt i Centralasien, bland annat östra Iran, Pakistan, Afghanistan och delar av forna Sovjetunionen. Idag förekommer ryska stäppsköldpaddor ofta som husdjur.

## Exteriör och kännetecken
Den ryska hanens undersköld är helt flat, till skillnad från andra arter där den är konkav. Mönstren på över- och undersköld varierar. Hos vissa sköldpaddor är det mesta av skölden mörk, medan andra har mindre inslag av mörka fläckar. De mörka områdena går i olivgröna och bruna färger.
Den fullvuxna sköldpaddan är normalt mellan 15 och 20 centimeter lång. Vanligtvis är honan större än hanen, som dock har en längre svans är honan. Frambenen har fyra tår och är kraftiga. Tack vare frambenen är stäppsköldpaddorna skickliga grävare.
Den ryska stäppsköldpaddan har öron, men man kan inte se dem för att de är täckta av fjäll/hud.

## Naturlig miljö
I delar av det forna Sovjetunionen förekommer sköldpaddan på sandiga stäpper. Där är den aktiv bara under en kortare tid på sommaren och tillbringar övrig tid undangömd i hålor. I Pakistan trivs den på mer gräsbevuxna områden.

## Parning
Sköldpaddorna blir könsmogna vid ungefär 10-12 års ålder. Parningssäsongen börjar oftast i mars, efter att sköldpaddorna vaknar upp efter dvalningen, och brukar pågå ända till juni. Hanarna uppvaktar honorna mycket våldsamt. De cirkulerar runt honorna och nickar med huvudet mot dem. Hanarna börjar även bita honorna i svansen, benen och mot huvudet. Detta kan gå mycket hårdhänt till och sår kan eventuellt uppkomma. Honan försöker till en börjar gå undan eller vrida sig åt ett annat håll för att hanen inte ska komma åt henne. Så småningom tröttnar hon och låter hanen bestiga henne. Hanen ställer sig lodrät mot henne med öppen mun och ger ifrån sig ett ljust pipande ljud upprepade gånger. Själva parningsakten går ganska fort och hanen lämnar sedan honan efter att han är klar för att söka upp en annan partner.
I fångenskap bör man ej ha flera hanar i samma bur eftersom de kan börja slåss mot varandra. Har man en hona och en hane bör de vara åtskilda under parningssäsongen eftersom honan inte har någonstans att fly, ifall hon känner sig stressad av hanens beteende. I vissa fall kan honorna blir så stressade att de dör. Flera honor går bra att ha samt flera honor med en hane.

## Skötsel i fångenskap
Många uppfödare rekommenderar att ryska stäppsköldpaddor i sina inomhuslådor har tillgång till ett relativt djupt underlag att gräva i, en värmelampa och att de inte hålls i glasterriarier med höga kanter. Vidare bör sköldpaddan ha ett ställe att gömma sig på.
De ryska stäppsköldpaddorna är duktiga grävare, något som man bör tänka på när man anordnar utehägnad så att de inte rymmer. De kan gräva meterlånga gångar vid behov. Vanligtvis försöker man avhjälpa detta genom att gräva ner stängsel runt inhägnaden.
En missanpassad rysk stäppsköldpadda i fångenskap kan visa tecken på felprägling. Detta kan ta sig uttryck i att sköldpaddan uppvaktar olika saker, exempelvis skor, genom att nicka eller bita i dem och ibland även försöka para sig med dem.